# Beitragsgeminderte Zeiten
Beitragsgeminderte Zeiten ist ein Begriff aus dem Recht der gesetzlichen Rentenversicherung in Deutschland. Im Überblick der rentenrechtlichen Zeiten unterfällt die beitragsgeminderte Zeit den so genannten Beitragszeiten.

## Definition
Beitragsgeminderte Zeiten sind Kalendermonate, die sowohl mit Beitragszeiten als auch mit beitragsfreien Zeiten – also Anrechnungszeiten, Zurechnungszeiten oder Ersatzzeiten – belegt sind.
Zeiten der beruflichen Ausbildung gelten als Pflichtbeitragszeit sowie als beitragsgeminderte Zeit.

## Kasuistik
Als Pflichtbeitragszeit und Anrechnungszeit gleichermaßen (= beitragsgeminderte Zeit) berücksichtigt man:
- Arbeitsunfähigkeit bzw. Rehabilitation mit Leistungsbezug im Zeitraum von 1984 bis 1991 (je einschließlich), sofern der Versicherte den Beitrag mitgetragen hat
- sowie von 1992 bis 1997 (je einschließlich) mit Lohnersatzleistung
- Arbeitslosigkeit mit Leistungsbezug von 1992 bis 1997 (je einschließlich).

Außerhalb dieser Zeiträume konnten die Tatbestände der Arbeitsunfähigkeit oder Arbeitslosigkeit durchaus andere rentenrechtliche Zeiten erfüllen.

## Rechtsfolgen
Beitragsgeminderte Zeiten erhalten durch die Gesamtleistungsbewertung gegebenenfalls Aufwertung durch einen rentenrechtlichen Zuschlag an Entgeltpunkten bis zur Höhe des Wertes, den sie als beitragsfreie Anrechnungszeiten hätten. Anders gesagt: Dem Rentenwert nach sind beitragsgeminderte Zeiten äquivalent zu den Anrechnungszeiten.